# Elizabeth Howard
Pour les articles homonymes, voir Elizabeth Howard (homonymie), Howard et Boleyn.
Élisabeth Howard († 3 avril 1538) est la fille de Thomas Howard, 2e duc de Norfolk, et de sa première épouse, Elizabeth Tilney. Elle est l'épouse de Thomas Boleyn, 1er comte de Wiltshire. Après son mariage, elle devient membre de la famille aristocratique Boleyn qui jouit d'une influence considérable à la cour d'Angleterre lors de la première partie du XVIe siècle.
Elle a pour enfants notamment George Boleyn, Mary Boleyn, maîtresse du roi d'Angleterre Henri VIII, et Anne Boleyn, reine d'Angleterre de 1533 à 1536 et mère d'Élisabeth Ire.